# Joaquim Rodríguez
Joaquim Rodríguez Oliver (Parets del Vallès, 12 mei 1979) is een voormalig Spaans wielrenner. Zijn jongere broer Alberto is eveneens wielrenner.
Rodríguez was vooral goed op zeer steile heuvels en bergen. Zo won hij in 2005 het bergklassement van de Ronde van Spanje. Ondanks zijn beperkte tijdritcapaciteiten reed hij regelmatig in de top tien in het eindklassement van grote rondes. Rodríguez heeft in alle drie de grote rondes etappes gewonnen en podiumplaatsen behaald.

## Carrière
Op 1 september 2000 begon Rodríguez als stagiair bij ONCE-Deutsche Bank. Hij reed daarna nog drie jaar voor de ploeg en won onder andere een etappe in Parijs-Nice.

### 2004 – 2010
In 2004 ging hij naar Saunier Duval-Prodir. In zijn eerste jaar voor deze ploeg won hij al het eindklassement van de Catalaanse Week en een jaar later vulde hij zijn palmares aan met de klassieker Subida a Urkiola en het bergklassement in de Ronde van Spanje.
In 2006 ging hij naar Caisse d'Epargne, waar hij in maart al een etappezege in Parijs-Nice behaalde. In het bergklassement van die ronde eindigde Rodríguez als derde en ook in de Klasika Primavera van dat jaar eindigde hij als derde.
2007 was een uitstekend jaar. Zo werd hij Spaans kampioen op de weg in Cuenca. 2008 bracht een uitstekende Giro, waar hij zeer aanvallend reed en uiteindelijk zeventiende in de eindrangschikking werd. Rodríguez won dat jaar ook een etappe in Tirreno-Adriatico op de zeer steile Montelupone, een klim met percentages van 20%. Ook reed hij zijn beste Vuelta waar hij zesde werd, één plaats lager dan zijn kopman Alejandro Valverde. Rodríguez pakte mooie ereplaatsen mee in de Waalse Klassiekers met een 8e plaats in zowel Luik-Bastenaken-Luik, de Waalse Pijl en de Amstel Gold Race. In 2009 won hij opnieuw de etappe met aankomst op Montelupone in de Tirreno-Adriatico en werd hij tweede in Luik-Bastenaken-Luik. In het najaar won Rodríguez een etappe in de Ronde van Burgos. Op 10 augustus 2009 werd bekend dat hij volgend seizoen naar Team Katjoesja verkast.
Op het einde van het seizoen 2009 werd Rodriguez nog derde op het WK 2009.
In 2010 maakte hij indruk in zijn eerste seizoen bij Katjoesja, hij was goed op dreef in de etappekoersen met een zesde plaats in Parijs-Nice, een derde plaats in de Ronde van het Baskenland en winst in het eindklassement van de Ronde van Catalonië. Ook werd Rodriguez tweede in de Waalse Pijl en negende in de Ronde van Zwitserland. Hij maakte in 2010 zijn debuut in de Ronde van Frankrijk en won de zware twaalfde etappe in Mende door Alberto Contador te verslaan in de sprint. Hij eindigde het seizoen als de nummer een van de UCI Wereldranglijst.

### 2012
In 2012 slaagde hij erin om, na verschillende tweede plaatsen, eindelijk de Waalse Pijl op zijn naam te schrijven.
In de Ronde van Italië 2012 won Rodríguez de tiende etappe en veroverde daarbij ook de roze trui. Na vier dagen verloor hij de leiding in het algemeen klassement aan Ryder Hesjedal, maar een dag later werd de roze trui door Rodríguez heroverd. De Spanjaard schreef tevens de zeventiende etappe (een bergrit) op zijn naam door in de eindsprint zijn concurrenten te verslaan. Rodríguez droeg vanaf de vijftiende tot de twintigste etappe wederom de roze trui, maar verloor deze in laatste etappe, een individuele tijdrit, weer aan de Canadees Hesjedal. Na de Giro nam hij twee maanden rust om zich in alle rust voor te bereiden op de Vuelta. Hij maakte zijn rentree in de Ronde van Burgos, waar hij in dienst reed van zijn luxehelper Daniel Moreno die het eindklassement op zijn naam schreef. In de Clasica San Sebastian, vier dagen voor de start van de Ronde van Spanje, reed hij een sterke wedstrijd die beloond werd met een achtste plaats. In de Ronde van Spanje leek hij de eerste bergrit, naar Arrate, te gaan winnen. Rodriguez hield echter te vroeg de benen stil waardoor Alejandro Valverde alsnog de ritzege pakte. De volgende dag kwam Valverde ten val en pakte Rodriguez de rode leiderstrui. In de zesde etappe naar Jaca, die eindigde een steile korte klim, liet Rodriguez zien onklopbaar te zijn op dergelijke aankomsten. De Spanjaard beantwoordde een demarrage van Chris Froome en reed onbedreigd naar zijn vijfde ritzege in de Ronde van Spanje. In de negende etappe die voerde naar de zware slotklim naar La Gallina, werd Rodriguez tweede na op het laatste moment Alberto Contador te hebben achterhaald samen met winnaar Valverde. De volgende dag, met aankomst in Barcelona, reed Rodriguez weg op de befaamde Montjuïc. Alleen Philippe Gilbert kon volgen en klopte Rodriguez in de sprint. Rodriguez nam met de bijbehorende bonificaties twintig seconden op zijn grote concurrenten voor de eindzege. In de twaalfde etappe, een vlakke rit met een zeer steile slotkilometers, was Rodríguez weer de snelste. Hij reed weg samen Alberto Contador weg bij de andere favorieten. De renner van Saxo Bank-Tinkoff Bank kon Rodríguez echter niet bijbenen in de laatste honderden meters. Ook in de veertiende etappe, met aankomst bergop, was Rodríguez Contador de baas en pakte zo zijn derde ritzege in de Ronde van Spanje van 2012. In de zeventiende etappe, de overgangsetappe naar Fuente Dé, had Rodriguez een slechte dag waar Contador van profiteerde. Hij begon aan een monsterontsnapping en reed weg bij Rodriguez die tweeënhalve minuut moest toegeven. In de laatste bergetappe naar de Bola del Mundo lukte het Rodriguez om Contador eraf te rijden maar hij won slechts driekwart minuut op zijn landgenoot en moest uiteindelijk genoegen nemen met de derde plaats in het eindklassement achter Alberto Contador en Alejandro Valverde. Eind september won Rodríguez de Ronde van Lombardije, waar hij in de stromende regen solo over de finish kwam. Met deze overwinning pakte hij ook de eindwinst in de UCI World Tour.

### 2013 – 2017
In 2013 eindigde Rodríguez voor het eerst in zijn carrière op het podium van de Ronde van Frankrijk. Dit betekende dat hij in de drie grote rondes op het podium had gestaan. Tijdens de Ronde van Spanje won hij de negentiende etappe en eindigde hij in het eindklassement net naast het podium.
Tijdens de wegrit van het WK wielrennen in Florence leek Rodríguez de regenboogtrui te gaan veroveren, maar hij werd in de laatste kilometers bijgehaald door de Portugees Rui Costa, die hem in de sprint versloeg. Een week later kwam hij wel weer juichend over de streep toen hij op dezelfde wijze als in 2012 de Ronde van Lombardije won. Hij verzekerde zich, net als in 2012, ook van eindwinst in de UCI World Tour.
Het seizoen 2014 was minder succesvol met enkel een etappeoverwinning en het eindklassement in de Ronde van Catalonië. In het najaar werd hij wel nog derde in de Clásica San Sebastián, vierde in de Ronde van Spanje en achtste in de Ronde van Lombardije. In 2015 won hij in het voorjaar twee etappes en het eindklassement van de Ronde van het Baskenland. Hij finishte ook vierde in de Waalse Pijl en derde in Luik-Bastenaken-Luik. In de Ronde van Frankrijk won hij twee etappes: de derde met aankomst op de Muur van Hoei en de twaalfde met aankomst op Plateau de Beille.
Op de eerste rustdag in Andorra van de Tour de France in 2016 maakte Rodriguez bekend aan het eind van het seizoen op 37-jarige leeftijd te stoppen als profwielrenner, omdat hij meer tijd aan zijn gezin wilde besteden. Op de voorlaatste dag van de Tour viel Rodriguez aan en wist hij nog de top 10 te bereiken in het algemeen klassement.
Op de Olympische Spelen van 2016 in Rio behaalde hij een vijfde plaats in de wegrit, waarna hij per direct zijn wielercarrière beëindigde. Een maand later kwam hij hier, na overleg met zijn ploeg, op terug, waarna zijn zaakwaarnemer liet doorschemeren dat Purito het voortzetten van zijn carrière overwoog. In oktober werd bekend dat Rodríguez zijn loopbaan voort zou zetten bij het nieuwe Bahrain Merida Pro Cycling Team, waar hij in 2017 als renner actief zou zijn en per 2018 een rol in de technische staf zou krijgen. Zelf gaf hij aan niet tevreden te zijn over hoe hij zijn carrière had beëindigd. Hij zei hierover onder meer: "Ik zou graag afscheid willen nemen zoals Fabian Cancellara, in topvorm tijdens een grote koers." In het begin van het seizoen 2017 kondigde Rodríguez dan toch aan dat hij zou stoppen. Bij zijn nieuwe ploeg Bahrain-Merida focust hij zich nu op het begeleiden van de renners.

## Palmares

### Overwinningen
2001
- Escalada a Montjuïc

2003
- 6e etappe Parijs-Nice
- 1e etappe Ronde van Catalonië (ploegentijdrit)
- 8e etappe Ronde van Spanje

2004
- Eindklassement Catalaanse Week

2005
- Subida a Urkiola
- Bergklassement Ronde van Spanje

2006
- 5e etappe Parijs-Nice

2007
- Klasika Primavera
- Spaans kampioen op de weg, Elite
- Prueba Villafranca de Ordizia

2008
- 3e etappe Tirreno-Adriatico

2009
- 4e etappe Tirreno-Adriatico
- 2e etappe Ronde van Burgos

2010
- Eindklassement Ronde van Catalonië
- Grote Prijs Miguel Indurain
- 5e etappe Ronde van het Baskenland
- 12e etappe Ronde van Frankrijk
- 14e etappe Ronde van Spanje
- Eindklassement UCI Wereldranglijst

2011
- 1e etappe Ronde van het Baskenland
- 6e etappe Critérium du Dauphiné
- 7e etappe Critérium du Dauphiné
- Puntenklassement Critérium du Dauphiné
- Bergklassement Critérium du Dauphiné
- 2e etappe Ronde van Burgos
- Eindklassement Ronde van Burgos
- 5e etappe Ronde van Spanje
- 8e etappe Ronde van Spanje

2012
- 6e etappe Tirreno-Adriatico
- 4e etappe Ronde van het Baskenland
- 5e etappe Ronde van het Baskenland
- Waalse Pijl
- 10e etappe Ronde van Italië
- 17e etappe Ronde van Italië
- Puntenklassement Ronde van Italië
- 6e etappe Ronde van Spanje
- 12e etappe Ronde van Spanje
- 14e etappe Ronde van Spanje
- Ronde van Lombardije
- Eindklassement UCI World Tour

2013
- 4e etappe Ronde van Oman
- 5e etappe Tirreno-Adriatico
- 19e etappe Ronde van Spanje
- Ronde van Lombardije
- Eindklassement UCI World Tour

2014
- 3e etappe Ronde van Catalonië
- Eindklassement Ronde van Catalonië

2015
- 3e etappe Ronde van het Baskenland
- 4e etappe Ronde van het Baskenland
- Eindklassement Ronde van het Baskenland
- Puntenklassement Ronde van het Baskenland
- 3e etappe Ronde van Frankrijk
- 12e etappe Ronde van Frankrijk
- 15e etappe Ronde van Spanje
- Combinatieklassement Ronde van Spanje

## Resultaten in voornaamste wedstrijden
| Jaar | Ronde van Italië | Ronde van Frankrijk | Ronde van Spanje |
| ---- | ---------------- | ------------------- | ---------------- |
| 2001 | 80e              |                     |                  |
| 2003 |                  |                     | 26e (1)          |
| 2004 |                  |                     | 42e              |
| 2005 | 80e              |                     | 37e              |
| 2006 |                  |                     | 17e              |
| 2007 |                  |                     |                  |
| 2008 | 17e              |                     | 6e               |
| 2009 | opgave           |                     | 7e               |
| 2010 |                  | 6e (1)              | ↑ (1)            |
| 2011 | 4e               |                     | 19e (2)          |
| 2012 | ↑ (2)            |                     | ↑ (3)            |
| 2013 |                  | ↑                   | 4e (1)           |
| 2014 | opgave           | 54e                 | 4e               |
| 2015 |                  | 29e (2)             | ↑ (1)            |
| 2016 |                  | 7e                  |                  |

| Jaar | Milaan-San Remo | Amstel Gold Race | Luik-Bast.‑Luik | Ronde van Lombardije | Waalse Pijl | Clásica San Sebastián |  | WK op de weg |  | Wereldranglijsten |
| ---- | --------------- | ---------------- | --------------- | -------------------- | ----------- | --------------------- |  | ------------ |  | ----------------- |
| 2001 |                 |                  |                 |                      |             | 54e                   |  |              |  |                   |
| 2003 |                 | opgave           |                 | 32e                  |             | 137e                  |  |              |  |                   |
| 2004 | 112e            |                  | 70e             | 20e                  | 72e         | 30e                   |  |              |  |                   |
| 2005 |                 | 29e              | 25e             |                      | 24e         | ↑                     |  |              |  | 74e (UPT)         |
| 2006 |                 | 97e              | 12e             |                      | 34e         |                       |  |              |  | 138e (UPT)        |
| 2007 |                 | 11e              | 75e             |                      | 76e         | 54e                   |  | 65e          |  | 117e (UPT)        |
| 2008 | 59e             | 8e               | 8e              | 28e                  | 8e          | 12e                   |  | 6e           |  | 90e (UPT)         |
| 2009 | 132e            | 43e              | ↑               |                      | 29e         | 33e                   |  | ↑            |  | 32e (UWK)         |
| 2010 |                 | opgave           |                 |                      | ↑           | 5e                    |  |              |  | (UWK)             |
| 2011 |                 | ↑                | 26e             | ↑                    | ↑           | ↑                     |  |              |  | (UWT)             |
| 2012 |                 | 24e              | 15e             | ↑                    | ↑           | 8e                    |  | 39e          |  | (UWT)             |
| 2013 |                 | opgave           | ↑               | ↑                    | 6e          |                       |  | ↑            |  | (UWT)             |
| 2014 |                 | opgave           | opgave          | 8e                   | 70e         | ↑                     |  | 33e          |  | 12e (UWT)         |
| 2015 |                 | 32e              | ↑               |                      | 4e          | 5e                    |  | opgave       |  | (UWT)             |
| 2016 |                 | opgave           | 7e              | opgave               | 28e         | 4e                    |  |              |  | 16e (UWT)         |

Rodríguez droeg 5 etappes in 2014 en 4 etappes in 2015 de bolletjestrui in de Ronde van Frankrijk.

### Resultaten in kleinere rondes
| Jaar | Tour Down Under | Ronde van Oman | Parijs-Nice | Tirreno-Adriatico | Ronde van Catalonië | Ronde van het Baskenland | Ronde van Romandië | Critérium du Dauphiné | Ronde van Zwitserland | Ronde van Polen |
| ---- | --------------- | -------------- | ----------- | ----------------- | ------------------- | ------------------------ | ------------------ | --------------------- | --------------------- | --------------- |
| 2001 |                 |                | 33e         |                   |                     |                          |                    |                       |                       |                 |
| 2002 |                 |                | 22e         |                   |                     | 62e                      |                    |                       |                       |                 |
| 2003 | 45e             |                | 22e (1)     |                   | 46e                 | opgave                   |                    |                       |                       |                 |
| 2004 |                 |                |             | 10e               | 51e                 |                          | opgave             |                       |                       |                 |
| 2005 |                 |                | 30e         |                   |                     | 12e                      |                    |                       |                       |                 |
| 2006 |                 |                | 42e (1)     |                   | 14e                 | opgave                   | 13e                |                       |                       |                 |
| 2007 |                 |                | 10e         |                   |                     | 9e                       | 15e                |                       | 17e                   | 21e             |
| 2008 |                 |                |             | 34e (1)           |                     | 27e                      |                    |                       |                       |                 |
| 2009 |                 |                |             | 15e (1)           |                     | opgave                   |                    |                       |                       |                 |
| 2010 |                 |                | 6e          |                   | ↑                   | ↑ (1)                    |                    |                       | 9e                    |                 |
| 2011 |                 | 19e            |             | 67e               |                     | 11e (1)                  |                    | 5e (2)                |                       |                 |
| 2012 |                 | 7e             |             | 6e (1)            |                     | ↑ (2)                    |                    |                       |                       |                 |
| 2013 |                 | 4e (1)         |             | 5e (1)            | ↑                   |                          |                    | 16e                   |                       |                 |
| 2014 |                 | 4e             |             |                   | ↑ (1)               |                          |                    |                       |                       |                 |
| 2015 |                 | 66e            |             | 13e               |                     | ↑ (2)                    |                    | 8e                    |                       |                 |
| 2016 |                 |                |             | 81e               | 11e                 | 5e                       |                    | opgave                |                       |                 |

## Ploegen
- 2000 –  ONCE-Deutsche Bank (stagiair vanaf 1-9)
- 2001 –  ONCE-Eroski
- 2002 –  ONCE-Eroski
- 2003 –  ONCE-Eroski
- 2004 –  Saunier Duval-Prodir
- 2005 –  Saunier Duval-Prodir
- 2006 –  Caisse d'Epargne-Illes Balears
- 2007 –  Caisse d'Epargne
- 2008 –  Caisse d'Epargne
- 2009 –  Caisse d'Epargne
- 2010 –  Team Katjoesja
- 2011 –  Katjoesja Team
- 2012 –  Katjoesja Team
- 2013 –  Katjoesja
- 2014 –  Team Katjoesja
- 2015 –  Team Katjoesja
- 2016 –  Team Katjoesja

Cañada ·
Cuesta ·
Díaz ·
Etxebarria ·
Florencio ·
García ·
González ·
Gutiérrez ·
L. Jalabert · 
N. Jalabert ·
Lejarreta ·
Luttenberger ·
Nozal ·
Olano ·
Peña ·
Sastre ·
Serrano ·
Zarrabeitia ·
Rodríguez (stagiair) 
Andrle ·
Arroyo ·
Azevedo ·
G. Beloki ·
J. Beloki ·
Díaz ·
Florencio ·
García ·
González ·
Á. González de Galdeano ·
I. González de Galdeano ·
Gutiérrez ·
Hruška · 
Jaksche ·
Lejarreta ·
Nozal ·
Olano ·
Parra ·
Peña ·
Pradera ·
Rodríguez ·
Sastre ·
Serrano ·
Zarrabeitia
Andrle ·
Arroyo ·
Azevedo ·
G. Beloki ·
J. Beloki ·
Caruso ·
Castresana ·
Díaz ·
Florencio ·
Á. González de Galdeano ·
I. González de Galdeano ·
Gonzalez ·
Hruška · 
Jaksche ·
Nozal ·
Olano ·
Parra ·
Pradera ·
Rodríguez ·
Serrano ·
Zarrabeitia ·
Contador (stagiair)
Andrle ·
Arroyo ·
Azevedo ·
G. Beloki ·
J. Beloki ·
Caruso ·
Castresana ·
Contador ·
Davis ·
Díaz ·
Florencio ·
Gil ·
Á. González de Galdeano ·
I. González de Galdeano ·
Gonzalez ·
Hruška · 
Jaksche ·
Nozal ·
Pradera ·
Rodríguez ·
Serrano ·
Vicioso ·
Zarrabeitia ·
Grau (stagiair) ·
Sánchez (stagiair)
Beloki ·
Bertogliati · 
Cañada ·
Casero · 
Cobo ·
de la Fuente ·
Domínguez ·
Gómez Marchante ·  
Gomis · 
González · 
Horner ·
Jeker · 
Johnson ·
Lobato ·
Loddo ·  
Martín ·
Mori ·  
Piepoli · 
J. Rodríguez ·
Strazzer ·
Ventoso ·
Zaballa ·
Zaugg ·
Benítez (stagiair) · 
A. Rodríguez (stagiair) 
Bertogliati · 
Cañada ·
Casero · 
Cobo ·
Cuesta ·
de la Fuente ·
Domínguez ·
Durán ·
Edo ·
Fritsch ·
Gárate · 
José Ángel Gómez Gómez · 
José Ángel Gómez Marchante ·  
Horner ·
Jeker · 
Lobato ·  
Mori ·  
Piepoli · 
Pinotti ·
Quinziato ·
Ravaioli · 
Rodríguez ·
Tafi (tot 15/04) ·
Ventoso ·
Zaballa ·
Zaugg ·
Fernández de la Puebla (stagiair) ·
López (stagiair) · 
Mejías (stagiair) 
Arroyo ·
Berthou ·
Brard ·
Carrasco ·
Colom ·
Erviti ·
Fertonani ·
Gálvez (tot 26/11) ·
García ·
Gutiérrez ·
Horrach ·
Jefimkin ·
Julia ·
Karpets ·
Lastras ·
Leonet ·
Markov ·
Pereiro ·
A. Pérez ·
F. Pérez ·
Perget ·
Portal ·
Pradera ·
Reynés ·
Rodríguez ·
Valverde ·
Zaballa ·
Zandio
Arroyo ·
Berthou ·
Brard ·
Erviti ·
Fertonani ·
García ·
Gutiérrez ·
Horrach ·
Jefimkin ·
Karpets ·
Lastras ·
López ·
Losada ·
Markov ·
Pereiro ·
A. Pérez ·
F. Pérez ·
Perget ·
Plaza ·
N. Portal ·
S. Portal ·
Reynés ·
Rodríguez ·
Rojas ·
Sánchez ·
Valverde ·
Zaballa ·
Zandio
Arroyo ·
Charteau ·
Coyot ·
Drujon ·
Erviti ·
García ·
Gutiérrez ·
Horrach ·
Karpets ·
Lastras ·
López ·
Losada ·
Moreno ·
Pasamontes ·
Patanchon ·
Pereiro ·
F. Pérez ·
M. Pérez ·
Perget ·
Portal ·
Rodríguez ·
Rojas ·
Rujano ·
Sánchez ·
Urán ·
Valverde ·
Zandio
Amador ·
Arroyo ·
Charteau ·
Costa ·
Coyot ·
Drujon ·
Erviti ·
García ·
Gutiérrez ·
Jeannesson ·
Kiryjenka ·
Lastras ·
López ·
Losada ·
Madrazo ·
Moreno ·
Pasamontes ·
Pereiro ·
F. Pérez ·
M. Pérez ·
Perget ·
Portal ·
Rodríguez ·
Rojas ·
Sánchez ·
Urán ·
Valverde ·
Zandio
Bandiera · 
Bodrogi · 
Botsjarov ·
Broett · 
Caruso ·
Chalilov ·
Galimzjanov ·
Goesev ·
Horrach · 
Ignatjev · 
Ivanov ·
Jeskov ·
Karpets ·
Kirchen (tot 31/07) · 
Klimov · 
Kolobnev ·
Kritski ·
Mazzanti · 
McEwen ·   
Napolitano ·
Ovetsjkin · 
Petrov · 
Pliușchin · 
Pozzato · 
Rodríguez · 
Silin · 
Troesov · 
Vandenbergh · 
Vantomme ·
Vorganov ·
Antonov (stagiair) ·
Mironov (stagiair) ·
Porsev (stagiair)
Arguelyes · 
Broett · 
Caruso ·
Di Luca ·
Galimzjanov ·
Goesev ·
Horrach · 
Hoste · 
Ignatenko · 
Ignatjev · 
Isajtsjev ·
Ivanov ·
Karpets ·
Koetsjynski ·
Kolobnev ·
Kritski ·
Losada · 
Mironov ·
Moreno ·   
Ovetsjkin · 
Paolini ·
Pliușchin · 
Porsev · 
Pozzato · 
Rodríguez · 
Silin · 
Troesov · 
Trofimov ·
Vandenbergh · 
Vantomme ·
Vorganov
Belkov · 
Broett · 
Caruso ·
Florencio ·
Freire ·
Galimzjanov (tot 15/04) ·
Goesev ·
Haller ·
Horrach · 
Ignatenko · 
Ignatjev · 
Isajtsjev ·
Koetsjynski ·
Kolobnev ·
Kristoff ·
Kritski ·
Losada · 
Mensjov ·
Moreno ·   
Paolini · 
Porsev ·  
Rodríguez · 
Selig ·
Smukulis · 
Špilak · 
Tsatevitsj · 
Trofimov ·
Vantomme ·
Vicioso · 
Vorganov ·
Koeznetsov (stagiair) ·
Vorobjov (stagiair) ·
Zakarin (stagiair)
Belkov · 
Broett · 
Caruso ·
Florencio ·
Goesev ·
Haller · 
Ignatenko · 
Ignatjev · 
Isajtsjev ·
Koetsjynski ·
Koeznetsov ·
Kolobnev ·
Kozontsjoek ·
Kristoff ·
Kritski ·
Losada · 
Mensjov (tot 19/05) ·
Moreno ·   
Paolini · 
Porsev ·  
Rodríguez · 
Selig ·
Smukulis · 
Špilak · 
Tsatevitsj · 
Tsjernetski ·
Trofimov ·
Vicioso · 
Vorganov ·
Vorobjov ·
Antonov (stagiair) ·
Razoemov (stagiair) ·
Nikolajev (stagiair) 
Belkov · Broett · Caruso · Goesev · Haller · Ignatenko · Ignatjev · Isajtsjev · Koetsjynski · Koeznetsov · Kolobnev · Kotsjetkov · Kozontsjoek · Kristoff · Losada · Moreno · Paolini · Porsev · Rodríguez · Rybakov · Selig · Silin · Smukulis ·  Špilak · Trofimov · Tsatevitsj · Tsjernetski · Vicioso · Vorganov · Vorobjov · Bystrøm (stagiair)
Belkov · Bystrøm · Caruso · Guarnieri · Haller · Isajtsjev · Koeznetsov · Kolobnev · Kotsjetkov · Kozontsjoek · Kristoff · Lagoetin · Losada · Machado · Moreno · Paolini · Porsev · Rodríguez · Selig · Silin · Smukulis ·  Špilak · Trofimov · Tsatevitsj · Tsjernetski · Vicioso · Vorganov · Vorobjov · Zakarin · Politt (stagiair) · Restrepo (stagiair)
Belkov · Bystrøm · Guarnieri · Haller · Isajtsjev · Koeznetsov · Kotsjetkov · Kozontsjoek · Kristoff · Lagoetin · Losada · Machado · Mamykin · Mørkøv · Politt · Porsev · Restrepo · Rodríguez · Silin · Špilak · Taaramäe · Tsatevitsj · Tsjernetski · Van den Broeck · Vicioso · Vorganov · Vorobjov · Zakarin · Maes (stagiair)